# Asphaltliteratur
Als Asphaltliteratur wird ab dem Jahr 1918 ein „großstädtisches, nicht mehr heimatlich verwurzeltes Schrifttum“ bezeichnet. Der Ausdruck wurde in der Zeit des Nationalsozialismus populär, als ihn Joseph Goebbels in seiner Rede am 10. Mai 1933 anlässlich der Bücherverbrennung auf dem Berliner Opernplatz verwendete. Meyers Lexikon definierte in der ab 1936 erschienenen Auflage die Asphaltliteratur als eine „Bezeichnung für wurzellose Großstadtliteraten“, die vor 1933 eine „Mode- und Verfallserscheinung zum Teil artfremder Herkunft“ gewesen sei.
Als Asphaltliteratur galten unter anderem Werke von Alfred Döblin, Bertolt Brecht, Lion Feuchtwanger, Emil Ludwig, Erich Kästner und anderer Schriftsteller, die vom NS-Regime verfolgt wurden.